# Phosichthys argenteus
Phosichthys argenteus és una espècie de peix pertanyent a la família Phosichthyidae i l'única del gènere Phosichthys.

## Descripció
- Pot arribar a fer 30 cm de llargària màxima.
- 12-13 radis tous a l'aleta dorsal i 23-26 a l'anal.[3]

## Depredadors
És depredat per Micromesistius australis (Nova Zelanda), Lepidorhynchus denticulatus (Nova Zelanda), Macruronus novaezelandiae (Austràlia), Merluccius paradoxus (Sud-àfrica), Allocyttus verrucosus i l'ós marí subantàrtic (Arctocephalus tropicalis) (illes del Príncep Eduard).

## Hàbitat
És un peix marí i batipelàgic que viu entre 300 i 1.050 m de fondària al talús continental i entre les latituds 6°S-49°S i 54°W-177°W.

## Distribució geogràfica
Es troba a l'Atlàntic oriental (Angola, Namíbia i al sud-est del cap Agulhas -Sud-àfrica-), l'Índic i el Pacífic.

## Observacions
És inofensiu per als humans.